# 伊藤長弘
伊藤 長弘（いとう ながひろ）は、安土桃山時代の武将。豊臣氏の家臣。通称は弥吉。

## 略歴
豊臣秀吉の鉄砲大将を務め、天正12年（1584年）の小牧・長久手の戦いに従軍し、天正18年（1590年）の小田原征伐では銃士200人を率いた。
文禄元年（1592年）の文禄の役では御弓鉄砲衆として銃士250人を率いて肥前国名護屋城に駐屯した。
文禄4年（1595年）正月、秀吉の草津湯治では河井九兵衛と共に山宿の警護役を務めた。
慶長5年（1600年）の関ヶ原の戦いでは西軍に属し、伏見城の戦いに参加した。以後の消息は不明。
また、同じく豊臣秀吉に仕えた伊藤長俊と同一人物とする説があり、関ヶ原の戦いの後は流浪の身となったが、年来懇意にしていた福島正則に匿われ、1、2年後に病死したという。